# ویلیامزتاون، ویکتوریا
ویلیامزتاون (به انگلیسی: Williamstown) یک منطقهٔ مسکونی در استرالیا است که در ویکتوریا (استرالیا) واقع شده‌است.